# 同愛記念病院
社会福祉法人同愛記念病院財団 同愛記念病院（しゃかいふくしほうじんどうあいきねんびょういんざいだん どうあいきねんびょういん）は、東京都墨田区横網にある医療機関。社会福祉法人同愛記念病院財団が運営する病院である。

## 沿革
関東大震災の際にアメリカ合衆国から送られた義援金の一部を病院建設に充てたのが始まりである。義援金のうち700万円（当時）を使って運営母体である財団法人同愛記念病院財団を設置し、震災で甚大な被害を受けた本所区・深川区付近から建設候補地を選定し、本所区東両国（現在地）に病院を建設したことが病院の起源である。診療は無料を原則とするものであった。
第二次大戦時下の1945年4月1日に財団は病院を日本医療団に寄付し、同時に財団は解散。日本医療団はここを本部直轄の中央病院として経営した。終戦後、中央病院はGHQに接収される。1955年10月17日に接収は解除されるが、その後の譲渡等については日本赤十字社に譲渡する話もあったが日本医療団の清算方針に合致しないため実現せず、結局新しい法人である社会福祉法人同愛記念病院財団を設置し、そこに寄付する形をとった。新法人である社会福祉法人同愛病院記念財団は1955年2月24日に再建され、1956年3月30日までに病院の土地建物等の寄付を受けた。新病院は1956年4月16日に再発足した。その後、日本医療団は数回の援助金を支出している。

## 診療科
- 総合診療科
- 循環器内科
- 血液内科
- 糖尿病・代謝内科
- 腎臓内科
- 消化器内科
- 神経内科
- 一般内科
- 呼吸器内科
- 精神科
- 小児科
- 小児アレルギーセンター
- 外科
- 整形外科
- 形成外科
- 皮膚科
- 泌尿器科
- 産婦人科
- 眼科
- 耳鼻咽喉科
- リハビリテーション科
- 放射線科
- 健康管理科
- 麻酔科
- 人工関節センター
- 関節鏡・スポーツセンター

## 医療機関の指定等
- 臨床研修指定病院
- 臨床修練指定病院
- 無料低額診療事業実施医療機関
- 地域医療支援病院

## 交通アクセス
- 都営地下鉄大江戸線両国駅下車、徒歩3分
- JR東日本両国駅下車、徒歩7分
- 都営地下鉄浅草線蔵前駅下車、徒歩10分（途中に隅田川をまたぐ橋（蔵前橋）あり）
- 都営バス「旧安田庭園前」下車すぐ、または「石原一丁目」下車、徒歩3分